# Atrophaneura kuehni
Espèce
Atrophaneura kuehni est une espèce de lépidoptères (papillons) de la famille des Papilionidae. Cette espèce est endémique de l'île de Célèbes en Indonésie.

## Description

### Imago
Atrophaneura kuehni est un grand papillon dont l'envergure est comprise entre 89 et 92 mm pour le mâle et entre 96 et 100 mm pour la femelle. 
Chez le mâle les ailes antérieures sont noires à l'avers, elles sont plus claires autour des veines et présentent des reflets bleutés. Les ailes postérieures sont dentelées, sans queues et de couleur noire. 
Au revers les ailes antérieures sont identiques, mais les ailes postérieures portent une macule rouge. 
Chez la femelle les ailes sont marron foncé à l'avers et plus claire autour des veines. Au revers les ailes antérieures sont de même couleur, les ailes postérieures portent une macule plus large et plus rose que chez le mâle.
Le corps et la tête sont noirs, l'extrémité de l'abdomen et les côtés du thorax sont rouges chez le mâle et rose chez la femelle. 

## Écologie
L'écologie de cette espèce est mal connue. La plante hôte appartient au genre Thottea, de la famille des Aristolochiaceae. Les chenilles passent par cinq stades avant de se changer en chrysalide. Comme toutes les espèces de Papilionidae elles possèdent probablement un osmeterium derrière la tête qu'elles sortent quand elles se sentent menacées.

## Habitat et répartition
Atrophaneura kuehni  est endémique de l'île de Célèbes en Indonésie, située dans la région tropicale.

## Systématique
L'espèce Atrophaneura kuehni a été décrite en 1886 par Eduard Honrath dans la revue Berliner entomologische Zeitschrift sous le nom Papilio kühni. Elle a été décrite à partir de cinq spécimens femelles et cinq spécimens mâles et nommée en l'honneur de Heinrich Kühn, qui l'a capturée en prenant de grands risques. Elle fait partie du groupe d'Atrophaneura nox.

### Sous-espèces
- A. k. kuehni (centre et est de Célèbes)[2]
- A. k. mesolamprus (nord de Célèbes)

## Atrophaneura kuehniet l'Homme

### Menaces et conservation
L'espèce n'est pas évaluée par l'UICN. En 1985 son statut était mal connu et l'espèce était rare dans les collections. 